# Großes Fenn
Großes Fenn este o arie protejată (arie specială de conservare — SAC, sit de importanță comunitară — SCI) din Germania întinsă pe o suprafață de 83,71 ha, integral pe uscat.

## Localizare
Centrul sitului Großes Fenn este situat la coordonatele 52°33′37″N 12°16′36″E / 52.5603°N 12.2767°E.

## Înființare
Situl Großes Fenn a fost declarat sit de importanță comunitară în februarie 1999 pentru a proteja 4 specii de animale. Situl a fost protejat și ca arie specială de conservare în iunie 2016.

## Biodiversitate
Situată în ecoregiunea continentală, aria protejată conține 3 habitate naturale: Mlaștini turboase de tranziție și turbării mișcătoare, Păduri acidofile de stejar bătrân cu Quercus robur pe câmpii nisipoase, Mlaștini împădurite.
La baza desemnării sitului se află mai multe specii protejate:
- păsări (1): codalb (Haliaeetus albicilla)
- amfibieni (1): triton cu creastă (Triturus cristatus)
- nevertebrate (2): croitorul mare al stejarului (Cerambyx cerdo), libelule (Leucorrhinia pectoralis)

Pe lângă speciile protejate, pe teritoriul sitului au mai fost identificate 11 specii de plante, 2 specii de amfibieni, 1 specie de reptile.